# Paul Volcker
Paul Adolph Volcker (Cape May, Nueva Jersey, 5 de septiembre de 1927-Nueva York, 8 de diciembre de 2019), fue un economista estadounidense. Fue el 12º presidente de la Reserva Federal entre 1979 y 1987. Fue propuesto para el cargo por el presidente Jimmy Carter y renombrado por el presidente Ronald Reagan. Se le atribuye el mérito de haber puesto fin a los altos niveles de inflación registrados en Estados Unidos durante la década de 1970 y principios de 1980.
Volcker fue presidente del Banco de la Reserva Federal de Nueva York de 1975 a 1979, antes de que el presidente Carter lo nombrara sucesor de G. William Miller como presidente de la Reserva Federal. Ejerció dos mandatos antes de ser sucedido por Alan Greenspan.
El 26 de noviembre fue nombrado director del President's Economic Recovery Advisory Board (Consejo para la Reconstrucción Económica) por el presidente Barack Obama. Bajo la presidencia de este último se creó la regla Volcker con la que se evitó que los bancos pudiesen realizar inversiones o actividades de riesgo especulativas con el  fin de beneficiarse haciendo uso del dinero de sus clientes. La misma ley limitaba el número de participaciones que el banco podía poseer en capitales de riesgo, medidas que recibieron fuertes críticas por parte de Wall Street.

## Primeros años y educación
Volcker nació en Cape May, Nueva Jersey, hijo de Alma Louise (1892-1990) y Paul Adolph Volcker (1889-1960). Todos sus abuelos eran de origen alemán. Volcker creció en Teaneck, Nueva Jersey, donde su padre fue el primer administrador municipal del municipio. Paul padre se desempeñó con éxito en su cargo durante 20 años, ya que mejoró la estabilidad económica de la floreciente ciudad y la eficacia del gobierno local. Paul Jr. tenía cuatro hermanas mayores: Ruth (1916-1991), Louise (1918-1966), Elinor (1922-1923) y Virginia Streitfeld (1924-2011). De niño, asistía a la iglesia luterana de su madre, mientras que su padre iba a una iglesia episcopal. Volcker se graduó en el instituto de Teaneck en 1945, donde participó en varios grupos estudiantiles e impresionó a sus compañeros y profesores con sus conocimientos de política.
Volcker asistió a la Universidad de Princeton como estudiante universitario y se graduó con los máximos honores en la Escuela de Asuntos Públicos e Internacionales (ahora la Escuela de Asuntos Públicos e Internacionales de Princeton) en 1949. En su tesis de fin de carrera, titulada "Los problemas de la política de la Reserva Federal desde la Segunda Guerra Mundial", Volcker criticó las políticas de la Reserva Federal posteriores a la Segunda Guerra Mundial por no haber conseguido frenar las presiones inflacionistas, escribiendo que "una oferta monetaria hinchada suponía una grave amenaza inflacionista para la economía. Era necesario controlar esta oferta monetaria si se querían evitar los efectos desastrosos de una fuerte subida de precios". Tras un verano como asistente de investigación en el Banco de la Reserva Federal de Nueva York, se trasladó a la Universidad de Harvard para obtener un máster en economía política en su Escuela de Artes y Ciencias y en la Escuela de Administración Pública. Trabajó un segundo verano como asistente de investigación de la Reserva Federal de Nueva York antes de graduarse en 1951. Después de Harvard, Volcker asistió a la London School of Economics de 1951 a 1952 como Ambassadorial Fellow en el marco del programa de Becas de Embajadores de Rotary.

## Carrera
En 1952, Volcker entró en la plantilla del Banco de la Reserva Federal de Nueva York como economista a tiempo completo. Dejó ese puesto en 1957 para convertirse en economista financiero del Chase Manhattan Bank. En 1962, Robert Roosa, que había sido su mentor en la Reserva Federal, le contrató en el Departamento del Tesoro como director de análisis financiero. En 1963, fue nombrado subsecretario adjunto de asuntos monetarios. Regresó al Chase Manhattan Bank como vicepresidente y director de planificación en 1965.
Nombrado por la Administración Nixon, Volcker fue subsecretario del Tesoro para asuntos monetarios internacionales de 1969 a 1974. Desempeñó un papel importante en la decisión del presidente Richard Nixon de suspender la convertibilidad en oro del dólar el 15 de agosto de 1971, lo que provocó el colapso del Sistema de Bretton Woods. Volcker consideraba la suspensión de la convertibilidad del oro "el acontecimiento más importante de su carrera". Debido a su cargo de subsecretario, Volcker fue miembro del consejo de administración de la OPIC y de Fannie Mae. En todas las políticas en las que trabajó, actuó como una influencia moderadora en la política, defendiendo la búsqueda de una solución internacional a los problemas monetarios y actuando como negociador con los responsables políticos de otras naciones. Tras dejar el Tesoro de Estados Unidos, pasó un año como becario en la Woodrow Wilson School de Princeton (su alma mater). En 1975, fue nombrado presidente del Banco de la Reserva Federal de Nueva York, cargo que ocupó hasta que se convirtió en presidente de la Reserva Federal en agosto de 1979.

### Presidente de la Reserva Federal

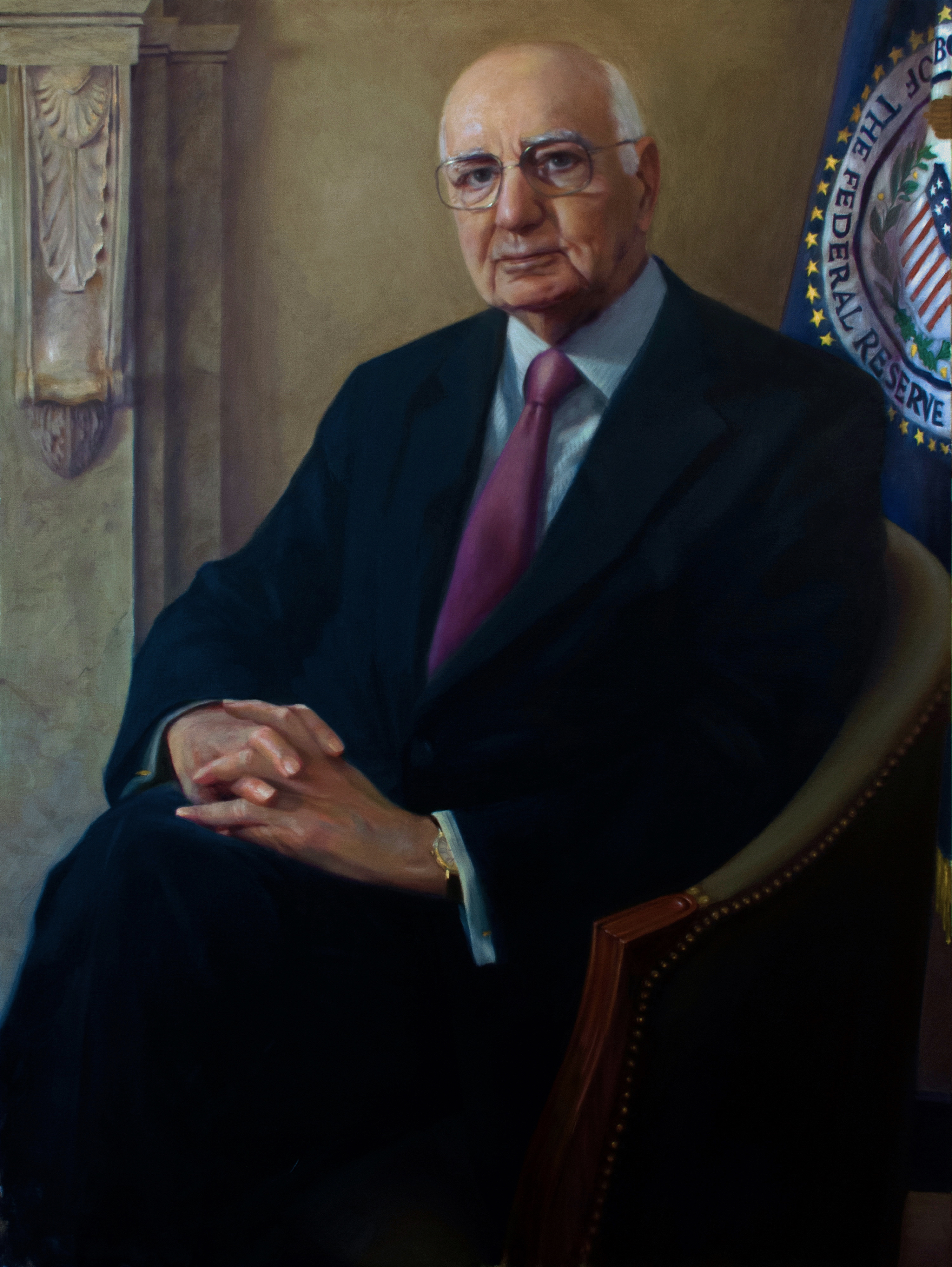
Retrato de Paul A. Volcker por Luis Álvarez Roure. Colección de la Junta de Gobernadores del Sistema de la Reserva Federal, Washington D. C.

El 25 de julio de 1979, el presidente Jimmy Carter nombró a Paul Volcker presidente de la Junta de Gobernadores del Sistema de la Reserva Federal. Fue confirmado por el Senado de Estados Unidos el 2 de agosto de 1979 y tomó posesión del cargo el 6 de agosto de 1979. El presidente Ronald Reagan volvió a nombrar a Volcker para un segundo mandato en 1983.
La inflación surgió como un reto económico y político en Estados Unidos durante la década de 1970. Las políticas monetarias de la Junta de la Reserva Federal, dirigida por Volcker, fueron ampliamente acreditadas para frenar la tasa de inflación y las expectativas de que esta continuara. La inflación estadounidense, que alcanzó un máximo del 14,8% en marzo de 1980, cayó por debajo del 3% en 1983. La junta de la Reserva Federal, dirigida por Volcker, elevó el tipo de interés de los fondos federales, que había alcanzado una media del 11,2% en 1979, hasta un máximo del 20% en junio de 1981. El tipo de interés preferente también subió al 21,5% en 1981, lo que contribuyó a la recesión de 1980-1982, en la que la tasa de desempleo nacional superó el 10%. La junta de la Reserva Federal de Volcker provocó los ataques políticos más fuertes y las protestas más generalizadas de la historia de la Reserva Federal (como ninguna otra protesta experimentada desde 1922), debido a los efectos de los altos tipos de interés en los sectores de la construcción, la agricultura y la industria, que culminaron con agricultores endeudados conduciendo sus tractores hasta la calle C NW de Washington D. C. y bloqueando el edificio Eccles. La política monetaria estadounidense se relajó en 1982, lo que contribuyó a la reanudación del crecimiento económico.
En la década de 1990, la cuenta corriente de EE. UU. era permanentemente deficitaria. El propio Volcker trató de remediar la situación con el Acuerdo del Plaza de 1986, en el que se pedía a Alemania y Japón que se revalorizaran con respecto al dólar estadounidense.
La combinación de las políticas monetarias restrictivas de la Reserva Federal y la política fiscal expansiva de la Administración Reagan (grandes recortes de impuestos y un importante aumento del gasto militar) produjo grandes déficits presupuestarios federales e importantes desequilibrios macroeconómicos en la economía estadounidense. La combinación de la creciente deuda federal y los altos tipos de interés provocó un aumento sustancial de los costes netos de los intereses federales. El fuerte aumento de los costes de los intereses y los grandes déficits llevaron al Congreso a tomar algunas medidas de restricción fiscal.
El premio Nobel Joseph Stiglitz dijo de él en una entrevista:
Paul Volcker, el anterior presidente de la Fed, conocido por mantener la inflación bajo control, fue despedido porque la administración Reagan no creía que fuera un desregulador adecuado.
El congresista Ron Paul, conocido por ser un duro crítico de la Reserva Federal, hizo un elogio matizado de Volcker:
Estando en el Congreso a finales de los 70 y principios de los 80 y formando parte del Comité Bancario de la Cámara de Representantes, conocí y pude interrogar a varios presidentes de la Reserva Federal: Arthur Burns, G. William Miller y Paul Volcker. De los tres, fui el que más se relacionó con Volcker. Era más agradable y más inteligente que los demás, incluidos los más recientes presidentes de la junta, Alan Greenspan y Ben Bernanke.
En 1983, Volcker recibió el Premio John Heinz del senador de los Estados Unidos al mayor servicio público prestado por un funcionario electo o designado, un premio que otorga anualmente Jefferson Awards.
En 2015, Volcker donó sus documentos de servicio público a la Biblioteca de Manuscritos Seeley G. Mudd de la Universidad de Princeton.

## Después de la Reserva Federal

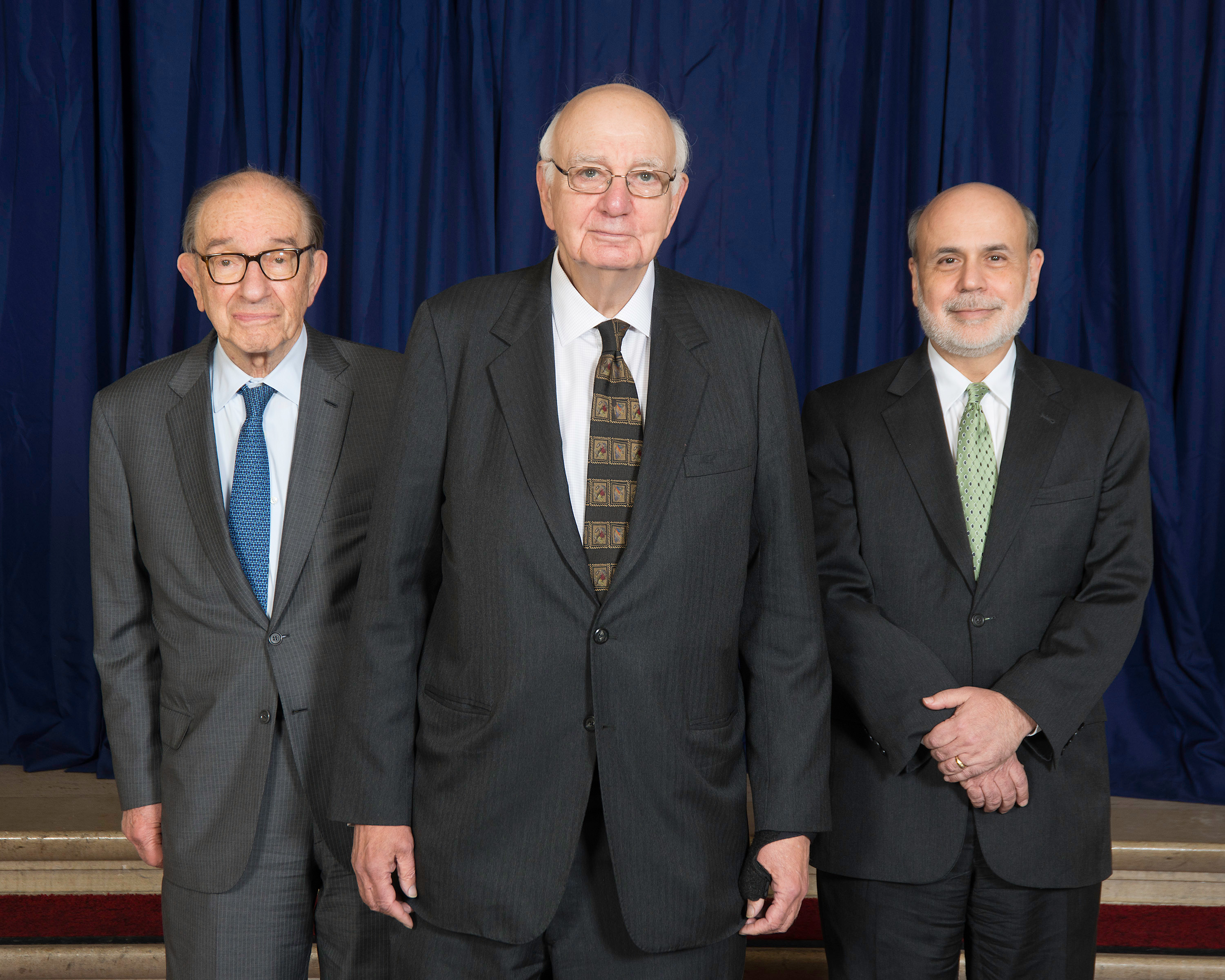
Volcker en 2014 con Alan Greenspan y Ben Bernanke

Tras dejar la Reserva Federal en 1987, fue nombrado presidente de la destacada empresa de banca de inversión de Nueva York, Wolfensohn & Co., una empresa de asesoramiento e inversión empresarial dirigida por James Wolfensohn (que más tarde se convertiría en presidente del Banco Mundial).
En 1992, Volcker fue elegido miembro de la Academia Americana de las Artes y las Ciencias.
En 1993 presidió el Informe del Grupo de los 30 sobre el mercado de derivados, titulado "Derivados: Practices and Principles" con varios apéndices y una encuesta sobre cómo pueden haber cambiado las prácticas desde el informe original de 1993. El Grupo de los 30 es un "grupo consultivo sobre asuntos económicos y monetarios internacionales". Volcker fue su presidente emérito.
En 1996, asumió la presidencia del Comité Independiente de Personas Eminentes (Comisión Volcker) para investigar las cuentas inactivas de las víctimas judías del Holocausto que se encontraban en bancos suizos. Esto incluía una "contabilidad masiva de los registros de los bancos suizos". En medio de un proceso contencioso (la comisión estaba formada por tres representantes judíos y tres representantes de los bancos suizos), consiguió que las partes llegaran a un acuerdo de 1.250 millones de dólares.
Volcker fue elegido miembro de la American Philosophical Society en 1992.
En el año 2000 aceptó la presidencia de los Fideicomisarios de las NIIF, la rama de financiación sin ánimo de lucro del Junta de Normas Internacionales de Contabilidad (más tarde la Fundación NIIF). La Fundación IFRS es una empresa del sector privado con sede en Londres que pretende desarrollar un modelo contable único a nivel mundial, sujeto a la adopción de cada país según sus normas legales.
En abril de 2004, las Naciones Unidas encargaron a Volcker que investigara la posible corrupción en el programa iraquí Petróleo por Alimentos. En el informe que resumía su investigación, Volcker criticó a Kojo Annan, hijo del entonces Secretario General de la ONU, Kofi Annan, y a la empresa suiza Cotecna Inspection SA, empleadora de Kojo, por intentar ocultar su relación. Concluyó en su informe de marzo de 2005 que "no hay pruebas de que la selección de Cotecna, en 1998, fuera objeto de una influencia indebida del Secretario General en el proceso de licitación o selección". Sin embargo, aunque Volcker no implicó al Secretario General en el proceso de selección, sí arrojó serias dudas sobre Kofi Annan, cuyo "desempeño de la gestión... no estuvo a la altura de los estándares que la Organización de las Naciones Unidas debería esforzarse por mantener." Volcker fue director de la Asociación de las Naciones Unidas de los Estados Unidos de América entre 2000 y 2004, antes de ser nombrado miembro de la Investigación Independiente por Kofi Annan.
En octubre de 2006, era presidente del consejo de administración del influyente organismo de asesoramiento financiero con sede en Washington, el Grupo de los Treinta, y miembro de la Comisión Trilateral. Tuvo una larga relación con la Familia Rockefeller, no solo por sus cargos en el Chase Bank y la Comisión Trilateral, sino también por su pertenencia al comité fiduciario del Rockefeller Group, Inc. al que se incorporó en 1987. Esa entidad gestionó, en su momento, el Rockefeller Center en nombre de los numerosos miembros de la familia Rockefeller. Fue presidente y fideicomisario honorario de International House, la residencia de intercambio cultural y centro de programas de la ciudad de Nueva York. Fue miembro fundador de la Comisión Trilateral y miembro durante mucho tiempo del Grupo Bilderberg.
En enero de 2008, apoyó al candidato presidencial del Partido Demócrata, Barack Obama, en las próximas elecciones presidenciales.
El 8 de abril de 2008, fue el orador principal en el Club Económico de Nueva York. Volcker habló de "lo que parece ser en esencia una transferencia directa de hipotecas y valores respaldados por hipotecas de dudoso pedigrí de un banco de inversión a la Reserva Federal", y ofreció su detallado análisis y evaluación de las interrelaciones entre los mercados de capitales estadounidenses, las políticas de la Reserva Federal y la economía en su conjunto.
Paul Volcker apareció en la película de Charles Ferguson Inside Job. Fue entrevistado sobre la actual remuneración de los directores ejecutivos de Wall Street, afirmando que es "excesiva".
Volcker fue asesor económico del presidente Barack Obama, dirigiendo la Junta Asesora de Recuperación Económica del Presidente. Volcker también había sido la primera elección de Obama como Secretario del Tesoro de Estados Unidos, pero se le consideró demasiado mayor. Durante la crisis financiera, Volcker se mostró muy crítico con los bancos, afirmando que su respuesta a la crisis financiera fue inadecuada, y que era necesaria una mayor regulación de los bancos. En concreto, Volcker abogó por un desmantelamiento de los mayores bancos del país, prohibiendo a las entidades de depósito participar en actividades de mayor riesgo, como las operaciones por cuenta propia, el capital inversión y las inversiones en fondos de cobertura. Volcker abandonó el consejo cuando su estatuto expiró el 6 de febrero de 2011, sin ser incluido en las discusiones sobre cómo se reconstituiría el consejo.
El 21 de enero de 2010, el presidente Barack Obama propuso una normativa bancaria a la que bautizó como "La Regla Volcker", en referencia a la agresividad de Volcker en la aplicación de esta normativa. Volcker apareció con el presidente en el anuncio. Las normas propuestas impedirían a los bancos comerciales poseer e invertir en fondos de cobertura y capital privado, y limitarían las operaciones que realizan por cuenta propia. Según el comisario de la SEC, Luis A. Aguilar, "el éxito o el fracaso de la Regla Volcker dependerá de la manera en que las entidades bancarias cumplan con la letra y el espíritu de la regla, y de la voluntad de los reguladores de hacerla cumplir".
Volcker era conocido por desafiar el estereotipo de persona con información privilegiada de Wall Street. En un perfil publicado en The Week el 5 de febrero de 2010, se afirmaba que Volcker no está de acuerdo con la idea convencional de que la "innovación financiera" es necesaria para una economía sana. De hecho, le gusta decir que "la única innovación bancaria útil fue la invención del cajero automático".
El 6 de abril de 2010, en el Panel Económico Global de la Sociedad Histórica de Nueva York, Volcker comentó que Estados Unidos debería considerar la posibilidad de añadir un impuesto nacional sobre las ventas similar al Impuesto sobre el Valor Añadido (IVA) que se impone en los países europeos, afirmando: "Si, al final, tenemos que aumentar los impuestos, deberíamos aumentar los impuestos."

### Proyecto de Justicia Mundial
Volcker fue copresidente honorario del Proyecto de Justicia Mundial. El Proyecto de Justicia Mundial trabaja para liderar un esfuerzo global y multidisciplinario para fortalecer el estado de derecho para el desarrollo de comunidades con oportunidades y equidad.

### Alianza Volcker
En 2013, Volcker fundó la organización sin ánimo de lucro Alianza Volcker para abordar el reto de la ejecución eficaz de las políticas públicas y reconstruir la confianza del público en el gobierno. La Alianza, de carácter no partidista, trabaja para lograr ese objetivo asociándose con otras organizaciones -académicas, empresariales, gubernamentales y de interés público- para reforzar la formación profesional para el servicio público, llevar a cabo las investigaciones necesarias sobre el desempeño gubernamental y mejorar la eficiencia y la responsabilidad de la organización gubernamental a nivel federal, estatal y local.

### Comité para un Presupuesto Federal Responsable
Volcker formó parte del Consejo de Administración del Comité para un Presupuesto Federal Responsable. Esta organización no partidista está "comprometida con la educación del público en cuestiones con un impacto significativo en la política fiscal."

## Otra actividad
En 2015, Paul Volcker tuvo una banda de rock con su nombre. Una banda de rock político llamada Volcker, de Portland (Oregón), se formó a principios de 2015 y publicó un álbum homónimo el 27 de enero de 2016. El grupo tenía previsto lanzar su segundo álbum, Gorge on Fire. La banda apareció en el programa Economics with Subtitles de BBC Radio 4 el 28 de agosto de 2016.

## Vida personal
Volcker se casó con Barbara Bahnson, hija de un médico, el 11 de septiembre de 1954. Tuvieron dos hijos, Janice, enfermera y licenciada por la Universidad de Georgetown, y James, asistente de investigación y licenciado por la Universidad de Nueva York, que nació con parálisis cerebral. También tuvieron cuatro nietos. Su hermana menor murió joven, y dos de sus tres hermanas mayores, Louise y Ruth, nunca se casaron. Su otra hermana mayor, Virginia, estuvo casada y se divorció de Harold Streitfeld; tienen cinco hijos.
Volcker era un ávido pescador con mosca, que contó en 1987: "El mayor error estratégico de mi vida adulta fue llevar a mi mujer a Maine en nuestra luna de miel en un viaje de pesca con mosca".
Volcker era conocido como "Tall Paul" por su estatura de 2,01 m, siendo exactamente 30 cm más alto que su primera esposa, Barbara, cuando se conocieron. Ella falleció el 14 de junio de 1998, ya que sufría de diabetes de por vida, así como de artritis reumatoide.
En Acción de Gracias de 2009, se comprometió con Anke Dening, una antigua asistente. Se casaron en febrero de 2010.

### Fallecimiento
Volcker murió en Nueva York el 8 de diciembre de 2019, a los 92 años. Al parecer, había sido tratado de un cáncer de próstata desde que se le diagnosticó el año anterior.

## Títulos honoríficos
Volcker recibió títulos honoríficos de varias instituciones educativas, entre ellas: Baytown Christian Academy, Hamilton College (1980), University of Notre Dame, Princeton University, Dartmouth College, New York University, University of Delaware, Fairleigh Dickinson University, Bryant College, Adelphi University, Lamar University, Bates College (1989), Fairfield University (1994), York University (2001), Williams College (2003), Northwestern University (2004), Rensselaer Polytechnic Institute (2005), Brown University (2006), Georgetown University (2007), Syracuse University (2008), Queen's University (2009), Amherst College (2011), y en la Universidad de Toronto (2015).
La Escuela Maxwell de Ciudadanía y Asuntos Públicos de la Universidad de Siracusa, donde Volker formó parte del Consejo Asesor desde 2001 hasta su muerte, creó la "Cátedra Paul Volcker" de Economía del Comportamiento en 2011.

## Obras
- Changing Fortunes, Paul Volcker and Toyoo Gyohten, Crown, 26 de mayo de 1992, ISBN 978-1-58648-752-2 (en inglés).
- Forbes Great Minds Of Business, Fred Smith, Peter Lynch, Andrew Grove, Paul Volcker (Author), Pleasant Rowland, John Wiley and Paul A. Volcker, Simon and Schuster Audio, 1 de octubre de 1997, ISBN 978-0-671-57722-3 (en inglés).
- Good Intentions Corrupted: The Oil for Food Scandal And the Threat to the U.N., Paul Volcker, Jeffrey A. Meyer and Mark G. Califano, Public Affairs Gorgias Press, 28 de agosto de 2006, ISBN 978-1-58648-472-9 (en inglés).
- Keeping at it: The Quest for Sound Money and Good Government (Memoir); Public Affairs 2018, ISBN 978-1541788312 (en inglés).

## Citas
- Mehrling: ¿Así que no leyó en esa época los textos clásicos de la banca, por ejemplo, Lombard Street de Bagehot?
Volcker: Bueno, leí algo de Bagehot, y leí mucho de Hawtrey. Recuerdo que leí mucho a Hawtrey.
Mehrling: ¿Moneda y Crédito? ¿El arte de la banca central?
Volcker: No recuerdo los nombres de los libros, sólo que estaba en Londres. En aquella época solía leer The Economist y el Financial Times, así que me mantenía al día de lo que ocurría en los mercados monetarios.
  - Paul Volcker entrevistado por Perry Mehrling (18 de abril de 2000) en Inside the economist's mind: conversations with eminent economists (2007) editado por Paul A. Samuelson y William A. Barnett.[41]
- "El nivel de vida estadounidense debe disminuir"; como Presidente de la Reserva Federal bajo Carter y Reagan, octubre de 1979. New York Times, David McNally, "Global Slump: The Economics and Politics of Crisis and Resistance".[42]